# 大吻杜父魚
大吻杜父魚，為輻鰭魚綱鮋形目杜父魚亞目杜父魚科杜父魚屬的其中一種。該物種分布於中亞哈薩克錫爾河上游流域，為底棲性魚類，體長可達6.9公分。

## 擴展閱讀
維基物種上的相關：大吻杜父魚